# عفاف لطفي السيد مارسو
عفاف لطفي السيد - مارسو  (بالإنجليزية: Afaf Lutfi al-Sayyid-Marsot)‏(مواليد 1933) هي مؤرخة مصرية، وأستاذ التاريخ في جامعة كاليفورنيا، لوس أنجلوس، هي من كتبت عن تاريخ مصر منذ القرن الثامن عشر.

## حياتها
ولدت عفاف لطفي السيد بالقاهرة، لها في السياسة منذ طفولتها. كان أخو والدها أحمد لطفي السيد وكيل وزارة للشؤون الاجتماعية في الحكومة المصرية. واكتسبت خبرتة في علم الاجتماع من الجامعة الأمريكية بالقاهرة عام 1952، وماجستير في العلوم السياسية من جامعة ستانفورد. تدرس بعض الوقت في الجامعة الأمريكية بالقاهرة ثم حصلت على دكتوراه الفلسفة في الدراسات الشرقية من جامعة أكسفورد تدرس مع ألبرت حوراني في عام 1963. وكانت أول امرأة مصرية تحصل على درجة الدكتوراه من جامعة أكسفورد. ولقد أصبحت أستاذا في التاريخ بجامعة كاليفورنيا في عام 1968. تزوجت آلان مارسوت، وهو أيضا أكاديمي وأستاذ في العلوم السياسية. وقد حصلت على العديد من المناصب كشرف أكاديمي من بينها: عملت كأستاذ زائر مميز في الجامعة الأمريكية بالقاهرة 1976 ومحاضر بجورج أنطونيوس بكلية سانت أنتوني، أكسفورد، 1980 ومحاضر في جامعة جورج تاون، 1988 حصلت على جائزة العام من قبل جمعية الصحافة العربية الأمريكية، لوس أنجلوس، 1988 وجائزة الإنجاز الأمريكية، بلوس أنجلوس، 1992 و جائزة الإرشاد لرابطة الشرق الأوسط للدراسات الإنسانية، 2000 - موجه رسائل إنسانية من الجامعة الأميركية في القاهرة، 2001 ، وأيضاً أستاذ زائر في الجامعة الأمريكية بالقاهرة 2009 

## أعمالها
- مصر وكرومر: دراسة في العلاقات الأنجلوية المصرية، 1968
- التجربة الليبرالية المصرية، 1922-1936، 1977
- المجتمع والجنسين في الإسلام في العصور الوسطى، 1979
- مصر في عهد محمد علي، 1983
- احتجاجا على الحركات والتيارات الدينية في مصر في الماضي والحاضر، 1984
- تاريخ مصر الحديث، 1985
- الرجال والنساء في أواخر القرن الثامن عشر في مصر، 1995
- تاريخ مصر منذ الفتح العربي حتى الوقت الحاضر، 2007